# Pražský metronom

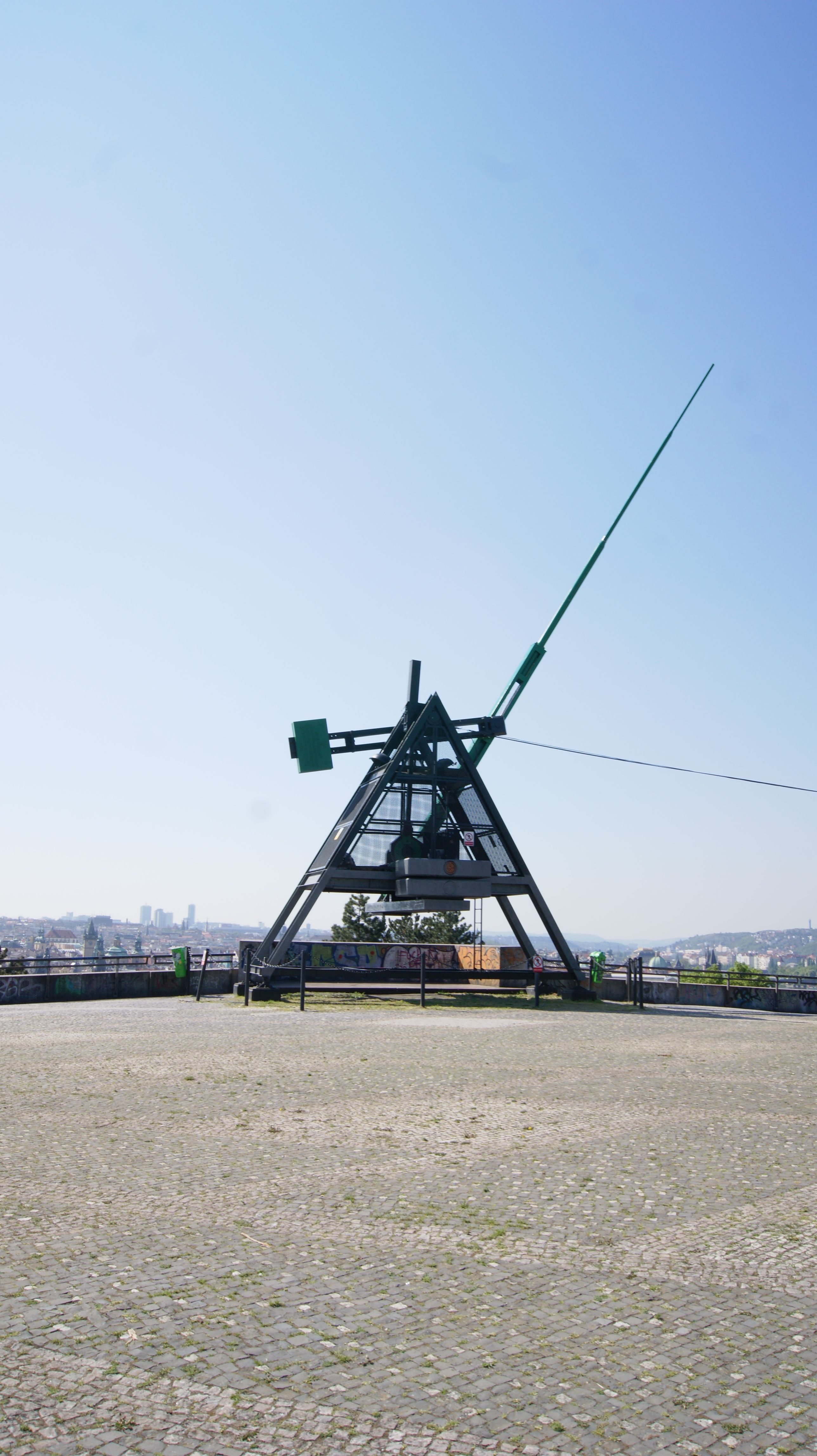
Pražský metronom, 2016

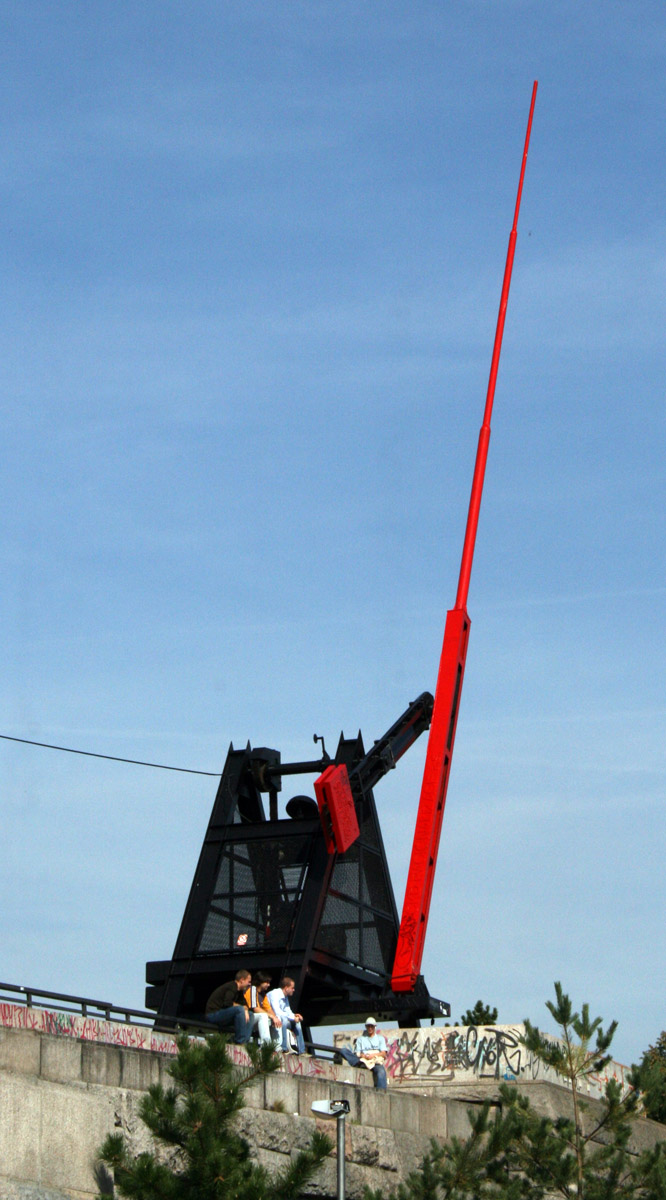
Červená „ručička" metronomu v roce 2007

Pražský metronom je kinetický sochařský objekt Vratislava Nováka, instalovaný roku 1991 v místě bývalého Stalinova pomníku v Praze na Letné nad Čechovým mostem. 

## Historie
Metronom byl vyroben společností ČKD Racionalizace na objednávku Společnosti pro Československou všeobecnou výstavu u příležitosti Všeobecné československé výstavy v Praze. Pro obavy z narušené statiky podstavce po odstřelení Stalinova pomníku nemohl být metronom instalován za pomocí jeřábu. Byl sem dopraven a usazen pomocí velkého vrtulníku 15. května 1991. Původně vznikl jako dočasná stavba.
Autorem je sochař a profesor Vysoké školy uměleckoprůmyslové Vratislav Karel Novák (1942–2014), který se kinetickým uměním zabýval od roku 1968.
V roce 2000 byl navržen na vyhlášení kulturní památkou. Magistrát prohlášení nedoporučil, Pražský ústav památkové péče doporučil. Ministerstvo kultury rozhodlo o neprohlášení metronomu za kulturní památku. Vyzdvihlo jeho nepopiratelnou výtvarnou hodnotu, ale uvedlo, že neexistují objektivní umístění a jeho historická hodnota je zpochybnitelná.
V roce 2003 byl využit k propagaci referenda o přistoupení České republiky k Evropské unii, kdy se jeho kyvadlo pohybovalo mezi slovy ANO a NE. Roku 2009 zase symbolicky odměřoval čas předsednictví České republiky Evropské unii.
Pražský metronom čím dál častěji postihují poruchy, takže bývá někdy i dlouhé týdny mimo provoz.[zdroj⁠?!] Poslední velká rekonstrukce proběhla v roce 2015.  
K 1. dubnu 2016 se metronom vrátil na své místo, avšak společnost PSN jej v rámci rekonstrukce opatřila novým zeleným nátěrem, což bylo kritizováno veřejností a umělci jako pozměňování díla k reklamním účelům. Nedlouho na to došlo koncem dubna 2016 k protestu a natření uměleckou skupinou Bolt958 zpět na červenou barvu.
Od metronomu byl pravidelně odpalován pražský novoroční ohňostroj, naposledy 1. ledna 2019.

## Popis
Pražský objekt, který autor nazval Stroj času měl svým umístěním na podstavci bývalého Stalinova pomníku rovněž symbolizovat neúprosné plynutí času a varovnou připomínku minulosti. Stroj svým vzhledem připomíná Mälzelův metronom, a ačkoliv jeho mechanická konstrukce je jiná, vžil se spíše název Metronom. Spolu s kyvadlem je vysoký 25 m a váží 7 tun. Stroj pohánějící pohyblivé součásti je uložen v tříbokém jehlanu. Kyvadlo s výkyvem 60 stupňů je vyváženo vahadlem se dvoutunovým závažím.
Objekt je v soukromém vlastnictví, vlastní ho a provozuje developer Pražská správa nemovitostí.

## Odkazy

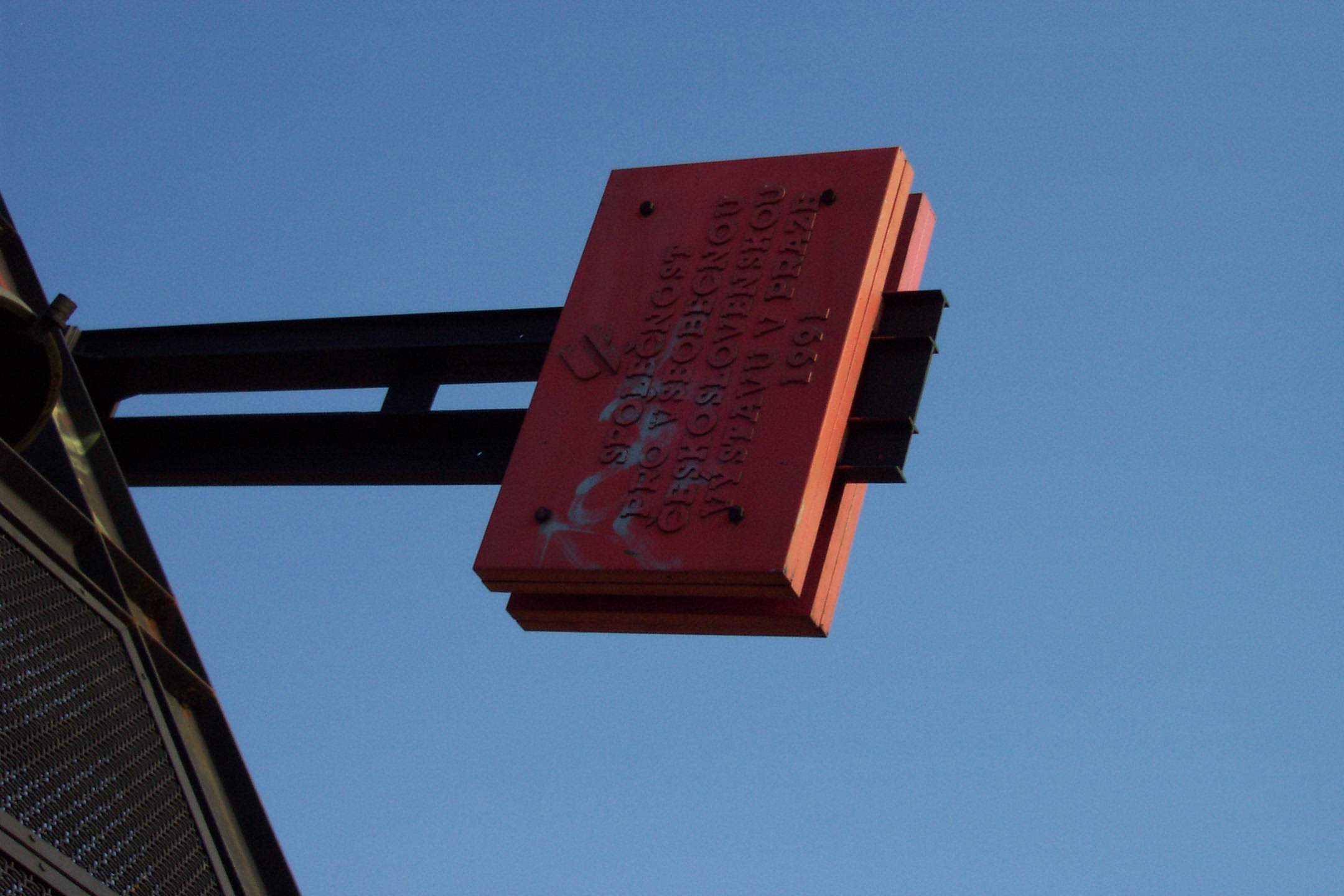
Detail závaží metronomu, 2007